# کاپیتان کلد
کاپیتان کُلد (به انگلیسی: Captain Cold) یک شخصیت خیالی ضد قهرمان تخیلی کتاب‌های کمیک آمریکایی است که توسط دی‌سی کامیکس منتشر شد. او دارای یک تفنگ یخی است که وی را قادر می‌سازد تا اشیاء را به دمای صفر مطلق برساند و دشمن فلش است.

## فیلم ها
- در سریال فلش محصول سال ۱۹۹۰ ، مایکل چمپیون نقش کاپیتان سرما را ایفا کرد.
- در سریال فلش محصول سال ۲۰۱۴ ، ونتورت میلر نقش لئونارد اسنارت/کاپیتان سرما را ایفا میکند.
- در سریال افسانه‌های فردا محصول سال ۲۰۱۴ ، ونتورت میلر نقش لئونارد اسنارت/کاپیتان سرما را ایفا میکند.